# Harvey Spencer Lewis
Harvey Spencer Lewis (Frenchtown, 25 novembre 1883 – San Jose, 2 agosto 1939) è stato un mistico e filosofo statunitense.
È noto per essere stato il fondatore negli Stati Uniti, nel 1915, dell'Antico e Mistico Ordine Rosae Crucis (AMORC), una fratellanza ancor oggi attiva in tutto il mondo.

## Biografia
Harvey Spencer Lewis nacque a Frenchtown, nel New Jersey, da Aaron Rittenhouse Lewis e da un'insegnante di origine tedesca, Catherine Hoffman. Lavorò come illustratore pubblicitario e nel frattempo coltivò il suo interesse per i fenomeni paranormali. Questo interesse lo portò a fondare, nel 1904, a New York, l'Institute for Psychical Research, finalzzato a scoprire effettive capacità paranormali e a smascherare i medium fraudolenti.
Nel 1909, Lewis si recò in Francia assieme alla moglie e ai figli con l'intento di entrare in contatto con gli adepti della Rosacroce. Stando ai suoi racconti, dopo una serie di depistaggi, fu iniziato all'Ordine della Rosa-Croce in una vecchia torre di Tolosa. Secondo lo storico Serge Caillet, Lewis avrebbe effettivamente potuto incontrare esponenti dell'Ordine della Rosa-Croce, in quanto a Tolosa esisteva una tradizione rosacrociana.
In seguito alla morte della moglie, nel 1913, Lewis tornò negli USA e nel 1915 pubblicò il primo Grande Manifesto dell'AMORC a Pittsburgh, dove fondò la prima loggia della nuova fratellanza. 
Nel 1917 Lewis prese la decisione di diffondere le sue idee "rosacrociane" tramite lezioni per corrispondenza. L'anno seguente, la polizia fece irruzione nel suo ufficio e lo arrestò con l'accusa di truffa, ma durante il processo Lewis fu assolto. Nel 1927 si trasferì a Tampa, in Florida, e nel 1927 a San Jose, California, da dove organizzò le attività che avrebbero portato in pochi anni a fare dell'AMORC una delle maggiori organizzazioni mondiali nel campo dell'esoterismo.
Nel 1926, Lewis si recò in Egitto assieme alla seconda moglie. Da quel viaggio prese ispirazione per dare vita a un grandioso progetto culturale. Tornato negli Stati Uniti, nel 1927 
Lewis ideò e fece avviare la costruzione a San Jose del Rosicrucian Park, costituito da un grande tempio in stile egizio, un planetario (a quell'epoca il quinto più grande degli Stati Uniti), un laboratorio di scienze, un auditorium, una biblioteca e uffici amministrativi. Oggi il suo Museo Egizio dei Rosacroce è un'attrazione turistica per tutti gli appassionati di esoterismo.
Dal centro operativo di San Jose, Lewis produsse una popolare rubrica radiofonica (già sperimentata in Florida): "The Pristine Church", che veniva trasmessa ogni domenica dal Rosicrucian Park, con sermoni di facile ascolto su argomenti interreligiosi e secolari. Le sue registrazioni di discorsi, canti e altri elementi di interesse per gli studenti rosacrociani sono ancora richieste dalle logge AMORC in tutto il mondo.
Usando il nome iniziatico "Sar Alden", Lewis fu uno dei fondatori della FUDOSI (Federatio Universalis Dirigens Ordines Societatesque Initiationis) che mirava all'unione di tutte le società iniziatiche del mondo e mirava a contrastare il plagio dei loro antichi simboli e rituali da parte di gruppi rimanenti e rivali. 
Dopo la morte di Lewis, avvenuta nel 1939, gli successe alla guida dell'AMORC il figlio, Ralph Maxwell Lewis (1904–1987).